# Edmond Picard
Edmond Picard (Bruxelas, 15 de dezembro de 1836 — Namur, 19 de fevereiro de 1924) foi um jurista e escritor belga. Foi o fundador do “Jornal dos Tribunais”, dos Pandectos Belgas, que redigiu com Napoléon d’Hoffschmidt, e da revista “Arte Moderna”. Foi advogado no tribunal de apelações de Bruxelas e presidente do tribunal de cassação. Foi ainda professor de direito, escritor, dramaturgo, senador socialista, jornalista, e patrono das artes. Foi também um teorista influente do anti-semitismo. Foi um dos primeiros representantes do socialismo, antes da criação do partido trabalhista Belga. Identificava-se com os liberais progressistas. Foi um dos primeiros a pronunciar-se sobre a adoção do sufrágio universal puro e simples na Bélgica. É autor do “Manifesto dos Operários”, publicado em 1866, no qual defendeu a “igualdade no direito de sufrágio”. Foi da Maçonaria francesa.

## Biografia
Após três anos na Marinha mercante, iniciou seus estudos de direito na Universidade Livre de Bruxelas, onde seu pai, David Picard, foi professor. 
Jurista, lançou seu Pandecta Belga e fundou o “jornal dos tribunais”, onde tinha Iwan Gilkin (1858-1924) e Émile Verhaeren (1855-1916) entre seus estagiários, enquanto um de seus colaboradores era ninguém menos que Georges Rodenbach (1855-1898).
Em 1882, foi convidado para intervir no famoso caso Peltzer, como advogado de Armand Peltzer. Um entusiasta da literatura e até mesmo autor, fundou, em março de 1881 a revista “Arte Moderno”, com Octave Maus e Eugène Robert, entre outros. A revista exaltava a “arte social, en reação à “arte pela arte”, defendida pela “Jovem Bélgica”.  
Essa rivalidade chegou a provocar um duelo, sem consequências graves, com Albert Giraud (1860-1929). Henri Nizet lhe representou ferozmente com personagem chamado “Lenormand”, em seu romance Les Béotiens em 1884. Apoiava a defesa de Camille Lemonnier durante o processo onde foi acusada de ‘atentado aos bons modos’. Figura importante do movimento do simbolismo, era próximo da maioria dos escritores e artistas do final do século. Patrono, apoiou Auguste Rodin (1840-1917) cujas obras expôs em 1899 em seu próprio hotel. Ao tomar uma carreira política, foi um dos primeiros senadores socialistas da Bélgica, porém, suas opiniões antisemíticas eventualmente manchariam sua imagem. Era próximo do escritor naturalista Léon Cladel. Picard viveu um tempo com sua filha, Judith Cladel, biógrafa de Rodin.

## Idéias Hoje Julgadas como Racistas
Alguns escritos de Edmond Picard não são livres de idéias que podem ser classificadas hoje como racistas. Por exemplo, em um artigo publicado em 1896, “En Congolie”, escreveu sobre Negros: “Como o primata, o negro é imitador… é essa habilidade inegável que, sem dúvida, fez nascer a ilusão de uma assimilação completa, por aqueles que não percebem o abismo que separa o simples imitador do criador. Aqui, na verdade, é onde está a fronteira impermeável. Na época, Leopoldo II tinha a posse via domínio real, o ‘Congo Belga’ Em um artigo, Foulek Ringelheim escreveu em 1999 que: “Picard professou, durante quarenta anos, até o ultimo dia de sua vida em 1924, as formas mais aterrorizantes do racismo e do anti-semitismo. Não foi um antisemita ordinário como muitos na época. Tinha horror do conformismo. Foi um antisemita enraivecido. Nisso foi realmente grande; o maior antisemita de seu país, o Drumont Belga - um elogia que o emocionaria. Se é verdade que o anti-semitismo é a doença das sociedades européias do final do século XIX e da primeira metade do século XX, Edmond Picard foi um grande doente. Foi o vulgarizador do anti-semitismo racial. Por isso se evita abrir o sarcófago no qual está embalsamado. O desprezo pelas raças inferiores e o ódio pelos judeus moldaram toda a sua visão de mundo, e determinaram todas as suas concepções sociais, jurídicas, literárias, e “científicas”. Da mesma forma que os amantes da cozinha italiana temperam todos os pratos com manjericão, Picard temperava todos seus textos com temperos racistas. Para ele, a raça foi um fator fundamental para toda a civilização. Esse senador socialista, foi na verdade um pré-fascista.
Por outro lado, Bernard-Henri Lévy o qualificou em 1981 como “o primeiro discípulo de Arthur de Gobineau”, e acrescentou que é “um dos fundadores do nacional-socialismo ‘à francesa’”.

## Polêmicas Posteriores
Um busto de Edmond Picard está exposto no Palácio de Justiça de Bruxelas. Em 1994, o advogado Michel Graindorge derrubou esse busto, usando como argumento o caráter anti-semita de Picard. Graindorge foi condenado em primeira instância. Durante os debates durante o recurso, o procurador geral declarou que “O gesto de derrubar o busto de uma pessoa desprezível é honorável? Nesse caso, há tantas outras estátuas no palácio que poder-se-ia derrubar.” No dia 27 de Novembro de 1995, O tribunal de apelação de Bruxelas reverteu a primeira decisão e em 1998, o busto foi substituído..
Está enterrado no Cemitério de Laeken.

## Obras Publicadas
- Les Rêveries d'un stagiaire. Poésies, 1879.
- La Forge Roussel, scènes de la vie judiciaire, 1881.
- Le Juré, 1886.
- Désespérance de Faust, prologue pour le théâtre en 4 scènes — texte en ligne.
- Pandectes belges, encyclopédie de législation, de doctrine, de jurisprudence belges, 151 volumes parus de 1878 à 1933.
- En Congolie,  Bruxelles, Paul Lacomblez, 1896.
- Le Droit Pur, Paris, Flammarion, Bibliothèque de philosophie scientifique, 1908.
- Les Constantes du droit, Paris, Flammarion, Bibliothèque de philosophie scientifique, 1921 — lire sur Gallica.
- Wikisource : La Veillée de l'huissier un conte d'Edmond Picard.